# Hinterer Maurerkeeskopf
Hinterer Maurerkeeskopf är en bergstopp i Österrike. Den ligger i distriktet Zell am See och förbundslandet Salzburg, i den centrala delen av landet. Toppen på Hinterer Maurerkeeskopf är 3 311 meter över havet, eller 109 meter över den omgivande terrängen.
Den högsta punkten i närheten är Großvenediger, 3 662 meter över havet, 5,0 km öster om Hinterer Maurerkeeskopf.
Trakten runt Hinterer Maurerkeeskopf består i huvudsak av kala bergstoppar och isformationer.